# Gorge (technique)
Pour les articles homonymes, voir Gorge.

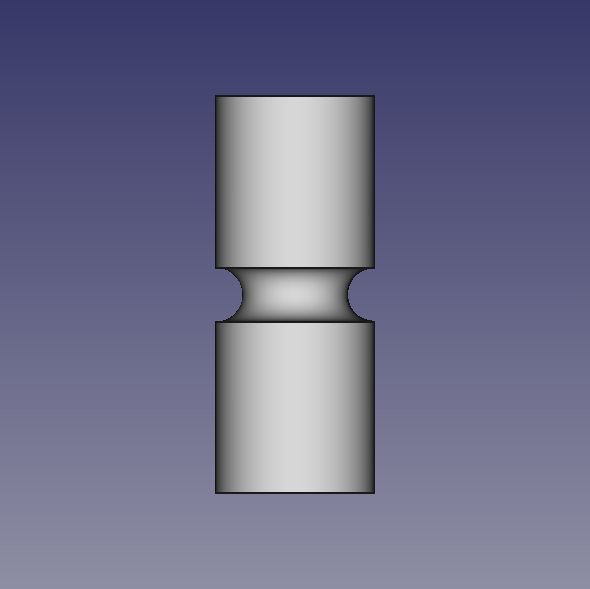
Gorge sur un cylindre conçu avec un logiciel de Conception Assistée par Ordinateur (CAO)

En mécanique, une gorge est une forme sur une pièce cylindrique. Il s'agit d'un dégagement plutôt étroit et parfois arrondi au niveau du petit diamètre.
Une gorge peut être réalisée sur l'extérieur ou l'intérieur d'une pièce tournée et peut présenter différentes formes géométriques réalisables par de multiples procédés. Elles peuvent servir à diverses fins, notamment pour accueillir des joints d'étanchéité, des roulements, des bagues de retenue, des anneaux élastiques ou encore pour créer des surfaces de butée.